# كفر الباشا
قرية كفر الباشا هي إحدى القرى التابعة لمركز ديرب نجم في محافظة الشرقية في جمهورية مصر العربية. حسب إحصاءات سنة 2006، بلغ إجمالي السكان في كفر الباشا 3153 نسمة، منهم 1614 رجل و1539 امرأة.